# Velsheda
Velsheda è uno yacht a vela della Classe J. Unica delle dieci imbarcazioni originali della Classe J a non essere stata costruita specificamente per competere nella America's Cup, dopo un lunghissimo periodo in stato di abbandono fu sottoposta a due restauri nel 1984 e nel 1997 che le permisero di tornare a navigare.

## Caratteristiche
Secondo yacht della Classe J a essere progettato da Charles Ernest Nicholson dopo Shamrock V, Velsheda fu costruito con uno scafo in acciaio e un albero in placche di alluminio rivettate.
Essendo concepita come barca da regata, gli interni erano estremamente spartani e la barca non era dotata di un motore, mentre le vele e l'armo erano estremamente all'avanguardia per l'epoca.
Durante gli estesi lavori di rifacimento compiuti tra il 1996 ed il 1997 Velsheda fu dotato di un nuovo albero di carbonio, il più alto al mondo costituito da un blocco unico, ed un nuovo set di vele progettato nella galleria del vento dell'Università di Southampton.

## Storia

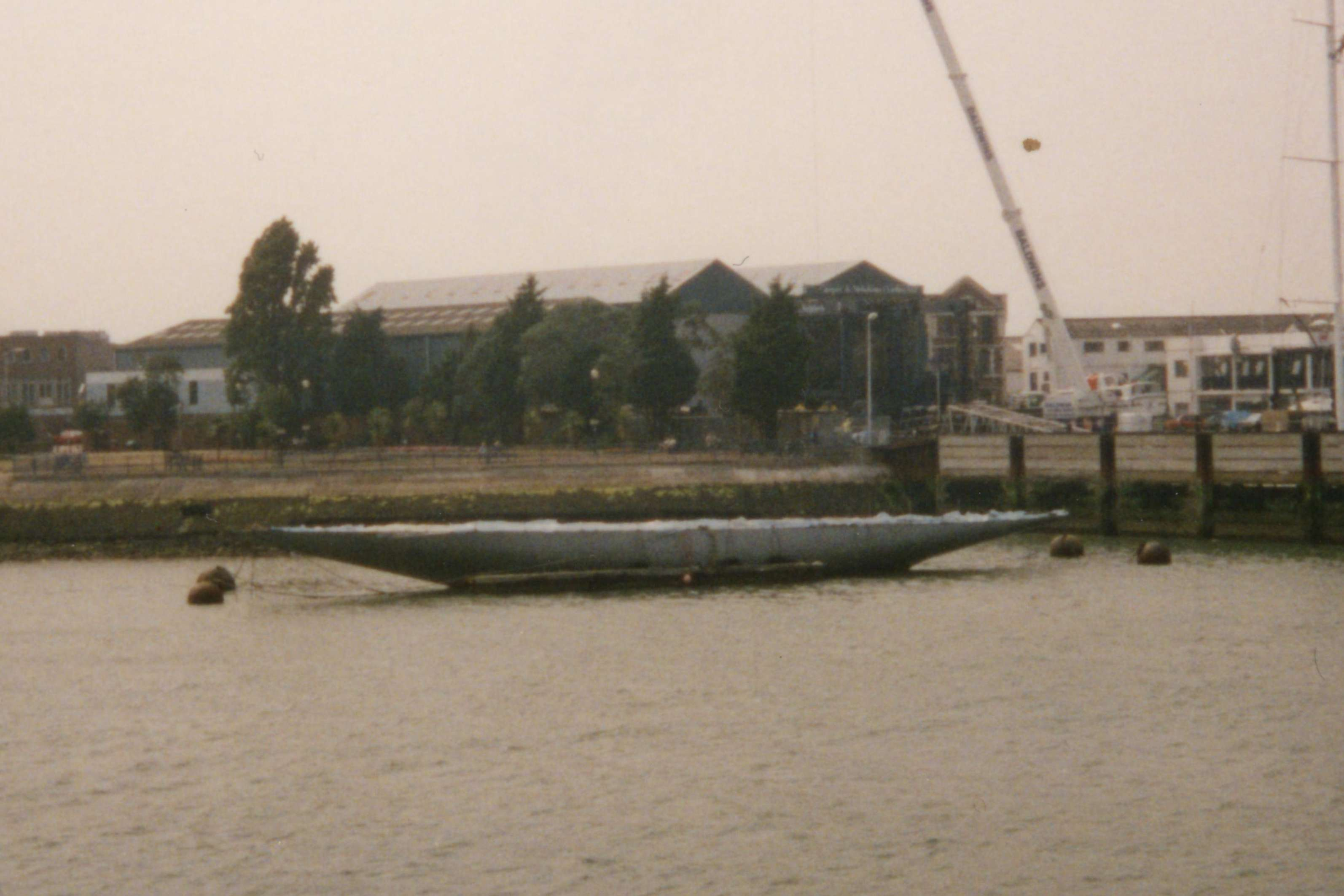
Velsheda in disarmo a Gosport, 1996

Velsheda fu commissionato al cantiere Camper & Nicholson da W.L. Stephenson, proprietario della catena di negozi Woolworth; il nome derivava dall'acronimo dei nomi delle sue tre figlie, Velma, Sheila e Daphne. Pur non essendo stato costruito per partecipare alle competizioni della Coppa America come le altre imbarcazioni della Classe J, nei suoi primi anni di utilizzo Velsheda prese parte a parecchie regate in Gran Bretagna, competendo con gli altri yacht britannici della Classe J. Nella sua seconda stagione di competizioni la barca riportò ben 40 successi, anche grazie a delle migliorie apportate allo scafo. Nel 1937 la barca fu posta in disarmo alla foce del fiume Hamble, affondando parzialmente nel fango e venendo utilizzata saltuariamente come alloggio.
Velsheda rimase in condizioni di abbandono fino al 1984, quando Teddy Brabant lo recuperò e lo riarmò con un albero di acciaio e degli interni minimali, impiegandola per noli e per sporadiche regate. Nel 1992 tornò nei cantieri Camper & Nicholson per essere sottoposto a un'estesa opera di restauro, ma i lavori furono interrotti e Velsheda rimase in stato di abbandono fino al 1996, quando il cantiere fallì. Velsheda fu acquistata dall'imprenditore olandese Ronald de Waal, che la sottopose a una completa ricostruzione presso i Southampton Yacht Services. Varata nuovamente nel novembre 1997, da allora Velsheda è stato impiegato per competere in numerose regate riservate a imbarcazioni d'epoca e della Classe J.